# Elvis Peeters
Elvis Peeters is het muziekpseudoniem van Jos Verlooy (1957), afkomstig uit Grimbergen (Verbrande Brug), en tevens het schrijverspseudoniem van het duo bestaande uit Verlooy en zijn vrouw Nicole van Bael.

## Biografie
Verlooy begon in 1982 bij de punkgroep Aroma di Amore die de finale van Humo's Rock Rally haalde.
Begin jaren 90 houdt hij zich meer bezig met schrijven. De eerste verhalenbundel verscheen in 1992 en de eerste roman Spa in 1998. Hij maakte ook theaterstukken. Een aantal van zijn boeken, vooral de recentere, werd geschreven door Verlooy samen met zijn echtgenote Nicole van Bael, maar het duo blijft gezamenlijk het pseudoniem Elvis Peeters gebruiken.
Verlooy is eveneens zanger van de muziekgroepen Wilderman, De Legende, Peeters en Angst en de Bange Konijnen.
Peeters schreef het voorwoord van de nieuwe vertaling van het Communistisch Manifest.
In 2016 won Peeters de Gerrit Komrij-prijs voor zijn vertalingen van de gedichten van Henric van Veldeke.

## Discografie (onder eigen naam)
- Nooit meer slapen; 1997